# Österreichische Badmintonmeisterschaft 1966
Die Österreichische Badmintonmeisterschaft 1966 fand in Spittal an der Drau statt. Es war die neunte Auflage der Badmintonmeisterschaften von Österreich.

## Titelträger
| Disziplin    | Sieger                                   |
| ------------ | ---------------------------------------- |
| Herreneinzel | Reinhold Pum                             |
| Dameneinzel  | Elisabeth Wieltschnig                    |
| Herrendoppel | Franz Fuchs Erwin Kirchhofer             |
| Damendoppel  | Elisabeth Wieltschnig Ingrid Wieltschnig |
| Mixed        | Reinhold Pum Ingrid Wieltschnig          |